# Ancyluris aulestes
Espèce
Ancyluris aulestes est un insecte lépidoptère appartenant à la famille  des Riodinidae et au genre Ancyluris.

## Taxonomie
Ancyluris aulestes a été décrit par Pieter Cramer en 1777 sous le nom de Papilio aulestes.

### Sous-espèces
- Ancyluris aulestes aulestes; présent au Surinam, au Brésil et au Pérou.
- Ancyluris aulestes eryxo (Saunders, 1859); présent en Bolivie et au Pérou.
- Ancyluris aulestes jocularis Stichel, 1909; ; présent en Colombie et en  Équateur.
- Ancyluris aulestes pandama (Saunders, 1850);  au Brésil[1].

### Noms vernaculaires
Il se nomme Aulestes Swordtail en anglais.

## Description
Ancyluris aulestes est un papillon d'une envergure variant de 30 mm à 50 mm. Le dessus est noir marqué ou non de reflets bleu métallique avec les ailes antérieures traversées d'une ligne rouge qui se continue aux ailes postérieures et se double d'une partielle ligne submarginale du même rouge.  Le revers est bleu métallique bordé de noir avec une courte ligne rouge aux postérieures.
Chez Ancyluris aulestes eryxo une barre blanche ou jaune remplace la ligne rouge aux antérieures.

## Écologie et distribution
Ancyluris aulestes est présent en Guyane, en Guyana, au Surinam, en Bolivie, en Colombie, en  Équateur, au Brésil et au Pérou.

### Biotope
Il réside dans la forêt tropicale.

### Protection
Pas de statut de protection particulier.